# Brax (Lot e Garonna)
Brax è un comune francese di 1 853 abitanti situato nel dipartimento del Lot e Garonna nella regione della Nuova Aquitania.

## Società

### Evoluzione demografica
Abitanti censiti